# Susan Francia
Susan Francia, född den 8 november 1982 i Szeged i Ungern, är en ungersk-amerikansk roddare.
Hon har två OS-guld i rodd, båda tagna i åtta med styrman. Detta skedde vid OS 2008 i Peking samt OS 2012 i London.
Susan Francia är dotter till den ungerska biokemisten och nobelpristagaren Katalin Karikó.